# Norileca indica
Norileca indica är en kräftdjursart som först beskrevs av H. Milne Edwards 1840.  Norileca indica ingår i släktet Norileca och familjen Cymothoidae. Inga underarter finns listade i Catalogue of Life.